# 1110 هـ
ألف ومئة وعشرة 1110 هـ هي سنة في التقويم الهجري امتدت مقابلةً في التقويم الميلادي بين سنتي 1698 و1699.

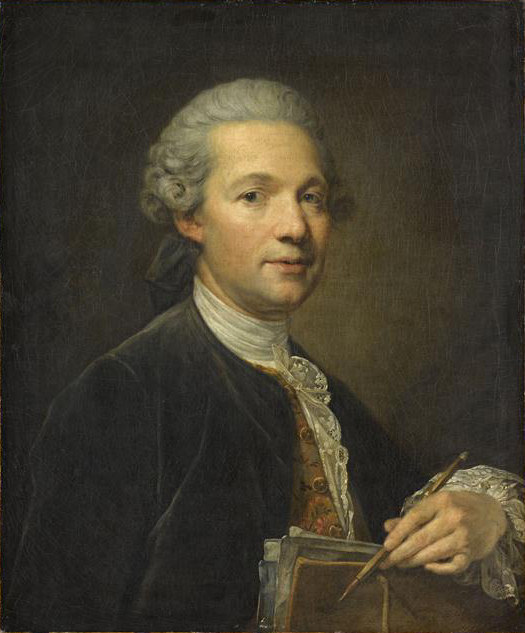
جاك آنج جابرييل

## مواليد
- ابن الطيب الشرقي
- جاك آنج جابرييل
- حسن الجبرتي
- عثمان الثالث
- قاسم الرامي
- محمد راغب باشا
- عباس بن علي الموسوي المكي

## وفيات
- عبد السلام بن الطيب القادري الحسني.